# 이병천 (식물학자)
이병천(李炳天, 1953년~2024년 4월 5일)은 대한민국의 식물학자이다.

## 생애
1953년, 경상북도 칠곡군에서 태어난 그는 어린 시절 역사와 문학에 관심을 갖고 있었지만 영남대학교 조경학과에 들어간 것을 계기로 식물학에 대해서 공부하게 된다.
1983년, 산림청 산하의 광릉수목원 조성 연구원으로 들어가 산림과학원 임업연구사, 국립수목원 임업연구관으로 활동했으며, 1995∼1998년에 설악산부터 지리산까지 직접 종주해가며 대한민국 최초로 백두대간의 산림생태계를 조사했다. 이후 2003년에 백두대간보호 제정되게 되었다.
1996∼2000년에는 비무장지대(DMZ)와 민간인출입통제선 인근 지역의 생물 다양성을 최초로 조사해 종합보고서를 발간했으며 해당 조사를 바탕으로 인제 향로봉 일대가 유전자원보호구역을 거쳐 생태계보전지역으로 지정되게 되었다.
이후 식물·곤충·도감·표본 등 90여 만 건에 대한 국가 생물종 지식정보시스템을 구축, 대한민국 세계생물다양성정보기구 생물정보 국가순위 34위에서 17위로 오르는 데 기여했다고 평가받으며, 30여년간 발품을 팔아 만든 자료를 모아 2012년에 《한국의 희귀식물》이라는 책을 퍼냈다.
2013년에는 환경단체인 '산과 자연의 친구, 우이령사람들' 회장에 취임하며 2017년 6월에 평창올림픽을 당시 가리왕산이 훼손에 대해 항의하는 등의 환경운동을 전개했다.

## 저서
- 《한국의 희귀식물》(2012년)

## 수상 내역
- 2014년: 올해의 환경인상[1]